# NGC 264
NGC 264 (ook wel PGC 2831, ESO 295-6 of MCG -7-2-16) is een lensvormig sterrenstelsel in het sterrenbeeld Beeldhouwer. NGC 264 staat op ongeveer 206 miljoen lichtjaar van de Aarde.
NGC 264 werd op 30 augustus 1834 ontdekt door de Britse astronoom John Herschel.